# Turquía en los Juegos Olímpicos de Pekín 2022
Turquía estuvo representada en los Juegos Olímpicos de Pekín 2022 por siete deportistas, cuatro hombres y tres mujeres, que compitieron en cuatro deportes.
Los portadores de la bandera en la ceremonia de apertura fueron el patinador de velocidad Furkan Akar y la esquiadora de fondo Ayşenur Duman. El equipo olímpico turco no obtuvo ninguna medalla en estos Juegos.